# Slæbested
 Der er for få eller ingen kildehenvisninger i denne artikel, hvilket er et problem. Du kan hjælpe ved at angive troværdige kilder til de påstande, som fremføres i artiklen.

Et slæbested er en i en kajindfatning (bolværk eller kajmur) tværs på denne anbragt skråplan. Sædvanligvis bestemmes kajens højde dels af vandstandsforholdene, dels af den fartøjstype, kajen fortrinsvis skal betjene. For mindre fartøjer, både eller sådanne større fartøjer, der ligger lavt på vandet, eller for trælastede skibe, der udlosser tømmeret gennem en lavt liggende luger i stevnen, må der da indrettes slæbested, hvis nederste kant, tærskelen lægges lavere end den øvrige kaj og gives en for det bestemte øjemed passende hældning (1:4—1:8).
I reglen lægges slæbesteder for enden af kajerne, bedst i et hjørne mellem to kajstrækninger, hvorved slæbestedet bliver til mindst ulempe for færdselen på havnen (jernbanespor, gadeanlæg og lignende). Slæbesteder spiller navnlig en stor rolle i fiskerihavne, hvor de benyttes til anlæg for småbåde, optrækning af hyttefade, som plads for sortering og pakning af fisk og så fremdeles, lige som slæbestedet også benyttes som en slags bedding til ophaling af fiskerbåde, når disse skal efterses og repareres. Tærskelen må i så tilfælde føres ned under vandspejlet og gives mindre stærk hældning (1:8—1:20). Overfladen af slæbestedet beklædes med planker, brolægning eller beton.
- Slæbested i South Shields, England
- Slæbested til mindre motorbåd eller robåd